# Olivier Boumal
Olivier Boumal (* 17. září 1989 Douala) je kamerunský fotbalista.

## Klubová kariéra
S kariérou začal v PAE Panaitolikos v roce 2009. Během své kariéry hrával za Levadiakos, Panionios GSS, Panathinaikos Athény, Liao-ning Chung-jün, Yokohama F. Marinos a Panionios GSS.

## Reprezentační kariéra
Boumal odehrál za kamerunský národní tým v letech 2017–2019 celkem 6 reprezentačních utkání. S kamerunskou reprezentací se zúčastnil Konfederačního poháru FIFA 2017.

## Statistiky
| Kamerun | Kamerun | Kamerun |
| Roky    | Záp.    | Góly    |
| ------- | ------- | ------- |
| 2017    | 2       | 0       |
| 2018    | 0       | 0       |
| 2019    | 4       | 0       |
| Celkem  | 6       | 0       |